# Vains
Vains is een gemeente in het Franse departement Manche (regio Normandië) en telt 725 inwoners (2004). De plaats maakt deel uit van het arrondissement Avranches.

## Geografie
De oppervlakte van Vains bedraagt 8,5 km², de bevolkingsdichtheid is 85,3 inwoners per km².
De onderstaande kaart toont de ligging van Vains met de belangrijkste infrastructuur en aangrenzende gemeenten.

## Demografie
Onderstaande figuur toont het verloop van het inwonertal (bron: INSEE-tellingen).

## Galerij

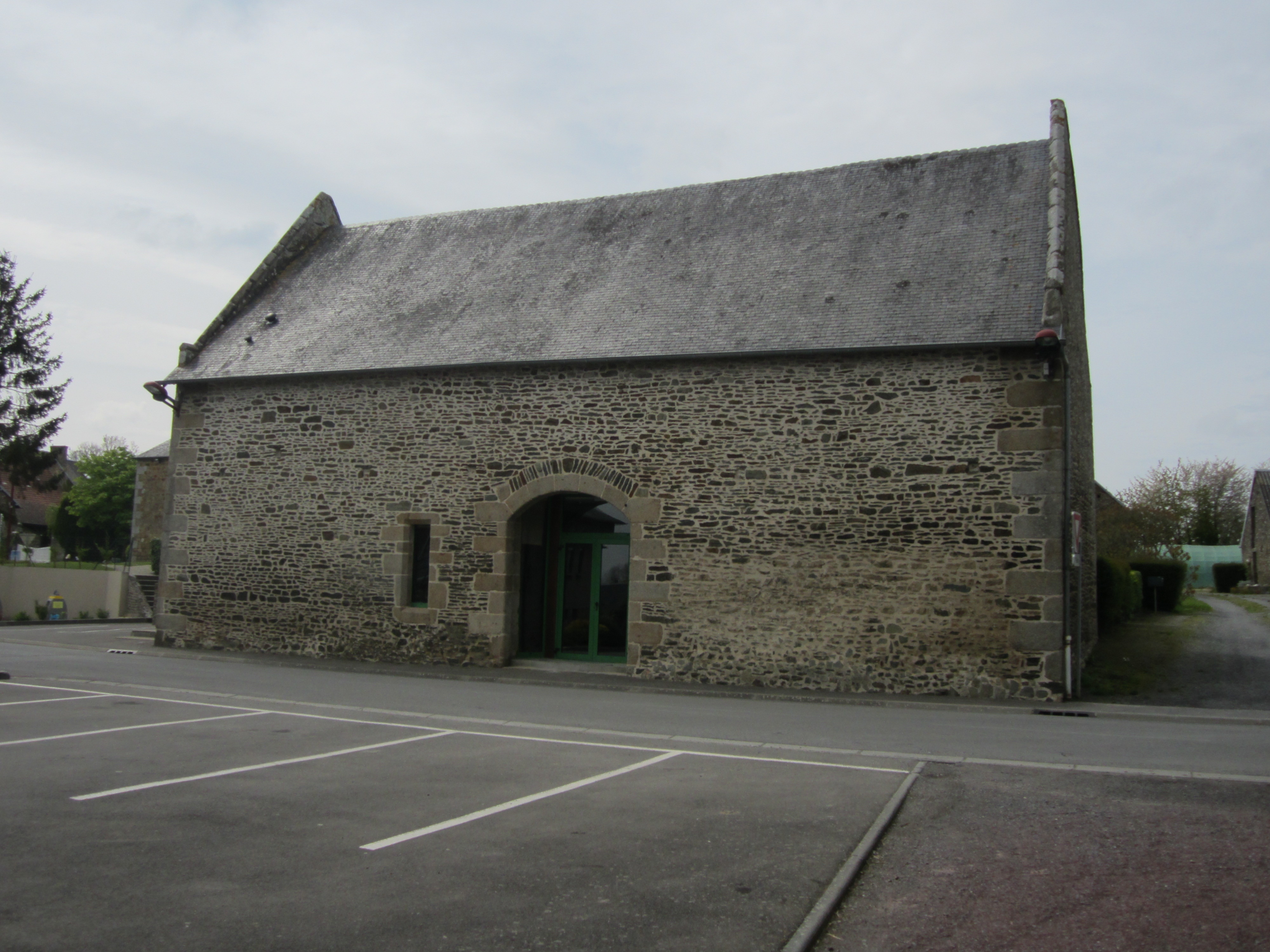
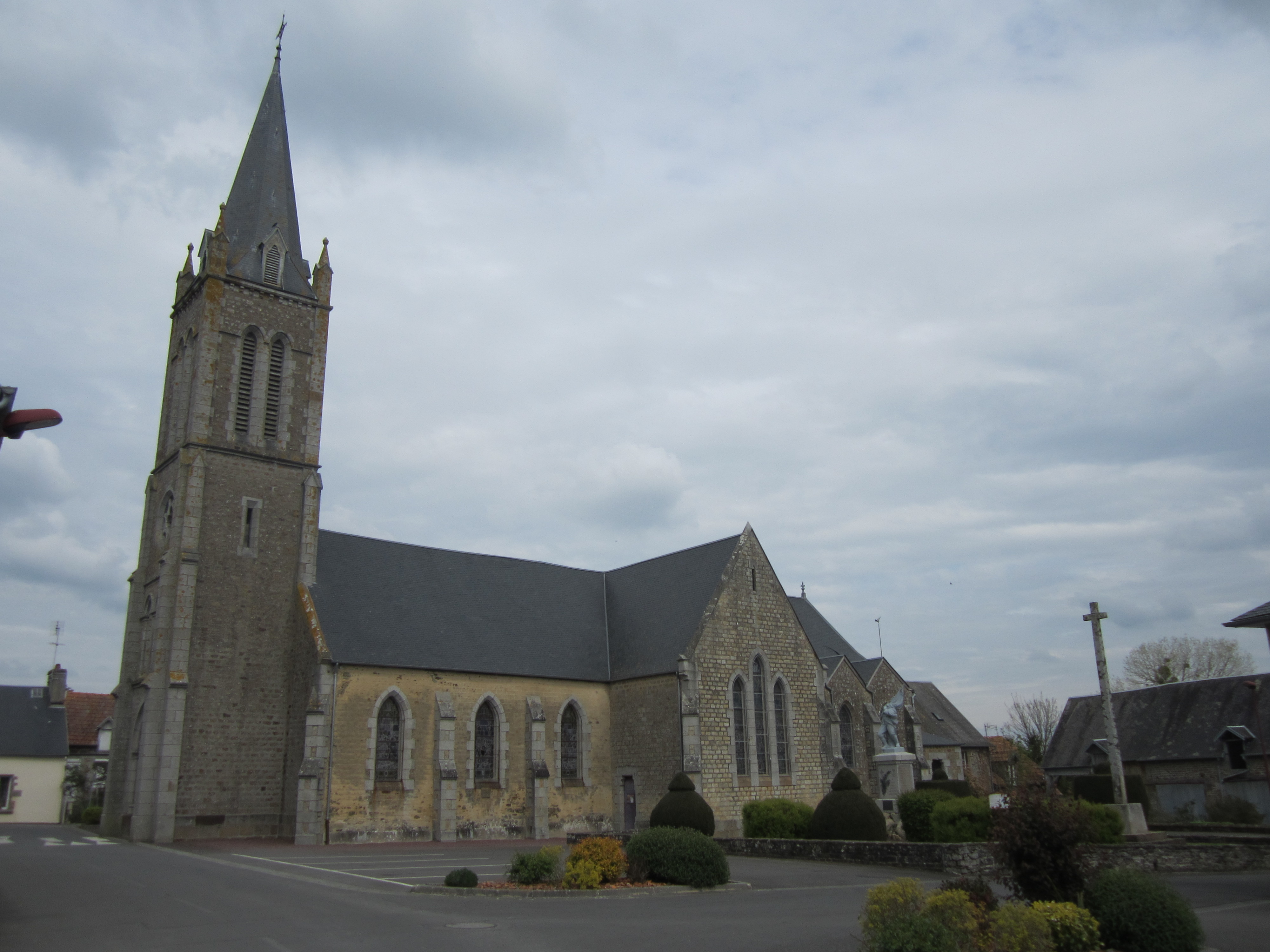
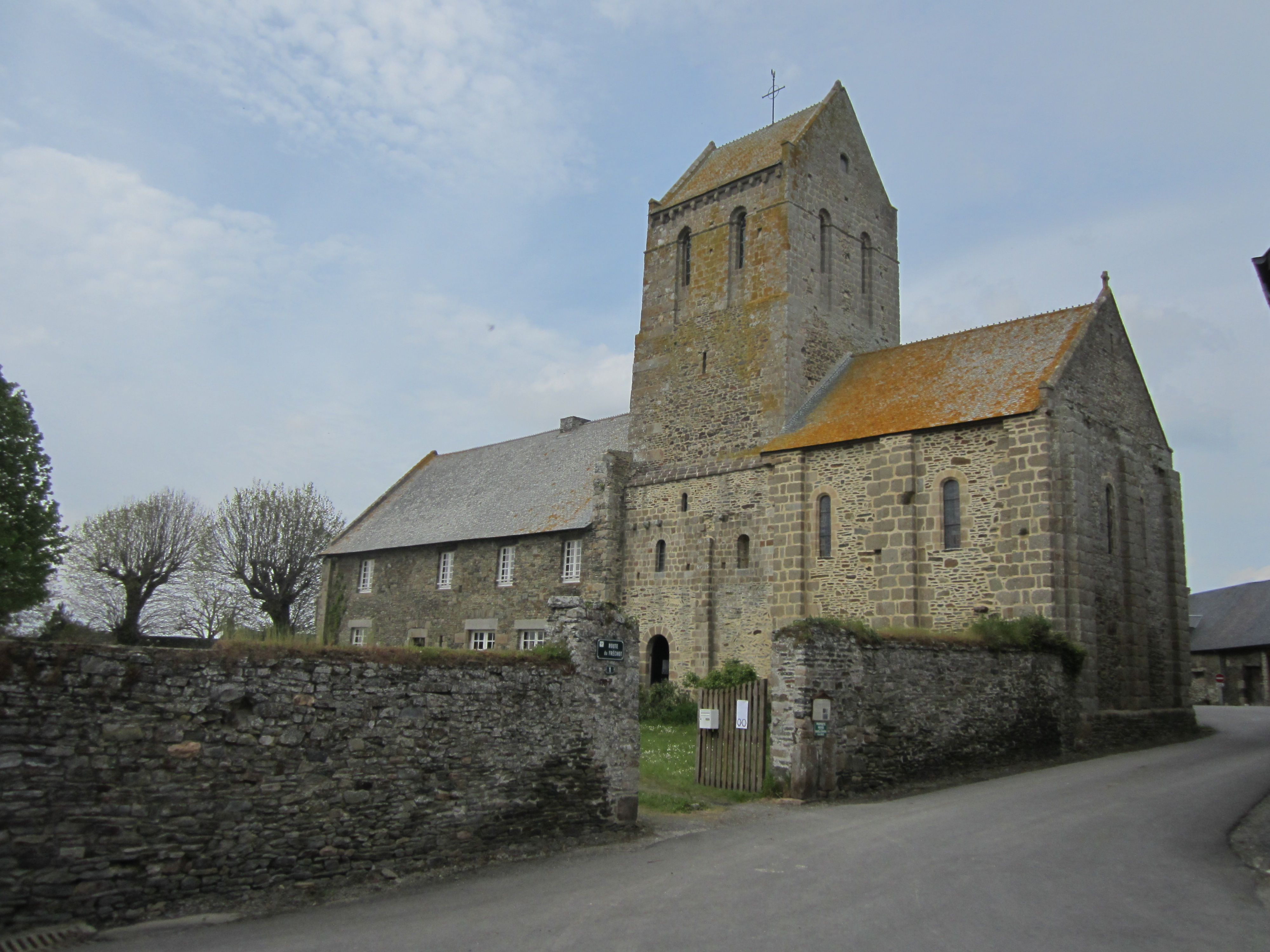

1. ↑  Populations de référence 2022.